# Gid'on Pat
Gid'on Pat (hebrejsky גדעון פת‎, 22. února 1933 – 27. dubna 2020) byl izraelský politik a dlouholetý poslanec Knesetu, který od konce 70. let do počátku 90. let zastával řadu ministerských funkcí v izraelské vládě.

## Biografie
Narodil se v Jeruzalémě ještě za dob britské mandátní Palestiny. Během své povinné vojenské služby sloužil v brigádě Nachal a následně studoval ekonomii na New York University, kde získal titul bakaláře.
Do Knesetu poprvé kandidoval ve volbách v roce 1969 za stranu Gachal, a to z 27. místa její kandidátní listiny. Jelikož však strana získala ve volbách pouhých 26 poslaneckých mandátů, Pat se do Knesetu nedostal. Poslancem se však nakonec stal již 29. ledna 1970, kdy nahradil zesnulého Arje Ben Eli'ezera. Svůj poslanecký mandát obhájil v letech 1973 a 1977 a po druhých zmíněných volbách byl jmenován ministrem bydlení a výstavby ve vládě Menachema Begina. V lednu 1979 bylo jeho portfolio vyměněno a Pat se tak stal ministrem průmyslu, obchodu a turismu.
Po volbách v roce 1981 se z nově získaného portfolia oddělil turismus, nicméně Pat zastával obě portfolia až do srpna 1981, kdy se vzdal postu ministra turismu. Po volbách v roce 1984 byl jmenován ministrem vědy a rozvoje a po volbách v roce 1988 se vrátil zpět do čela ministerstva turismu. Přestože uspěl ve volbách v roce 1992, novou vládu již sestavovala Strana práce a Pat tak přišel o svou ministerskou funkci. V následujících volbách v roce 1996 již nebyl zvolen.
Po skončení politické kariéry vedl až do roku 2002 společnost Israel Bonds, operující na trhu s izraelskými dluhopisy.